# Museu Casa de Padre Toledo
O Museu Casa de Padre Toledo é um museu na cidade de Tiradentes, em Minas Gerais. Inaugurado em 1973, possui um acervo com peças referentes à história da Inconfidência Mineira e mobiliários, adornos e imagens da época.

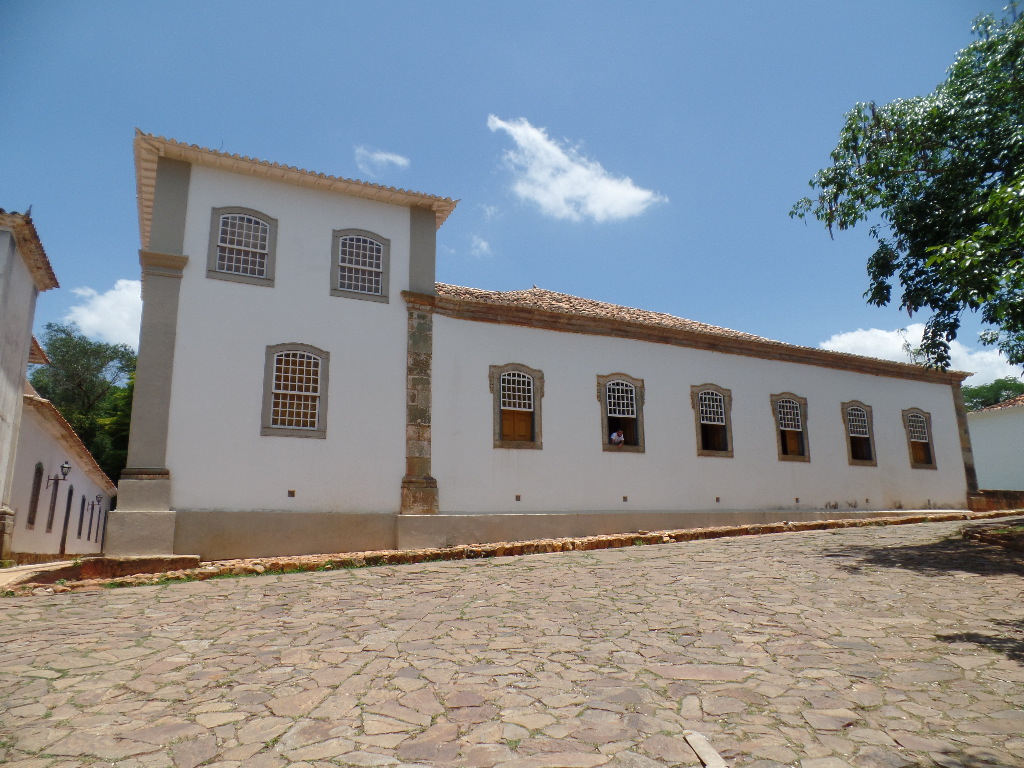
Fachada do museu

O edifício foi residencia do incofidente mineiro e padre Carlos Correia de Toledo e Melo.
No ano de 2022 iniciaram trabalhos de restauração das muitas pinturas existentes no interior dos cômodos da casa pela Universidade Federal de Minas Gerais.